# Ambassade van België in Japan

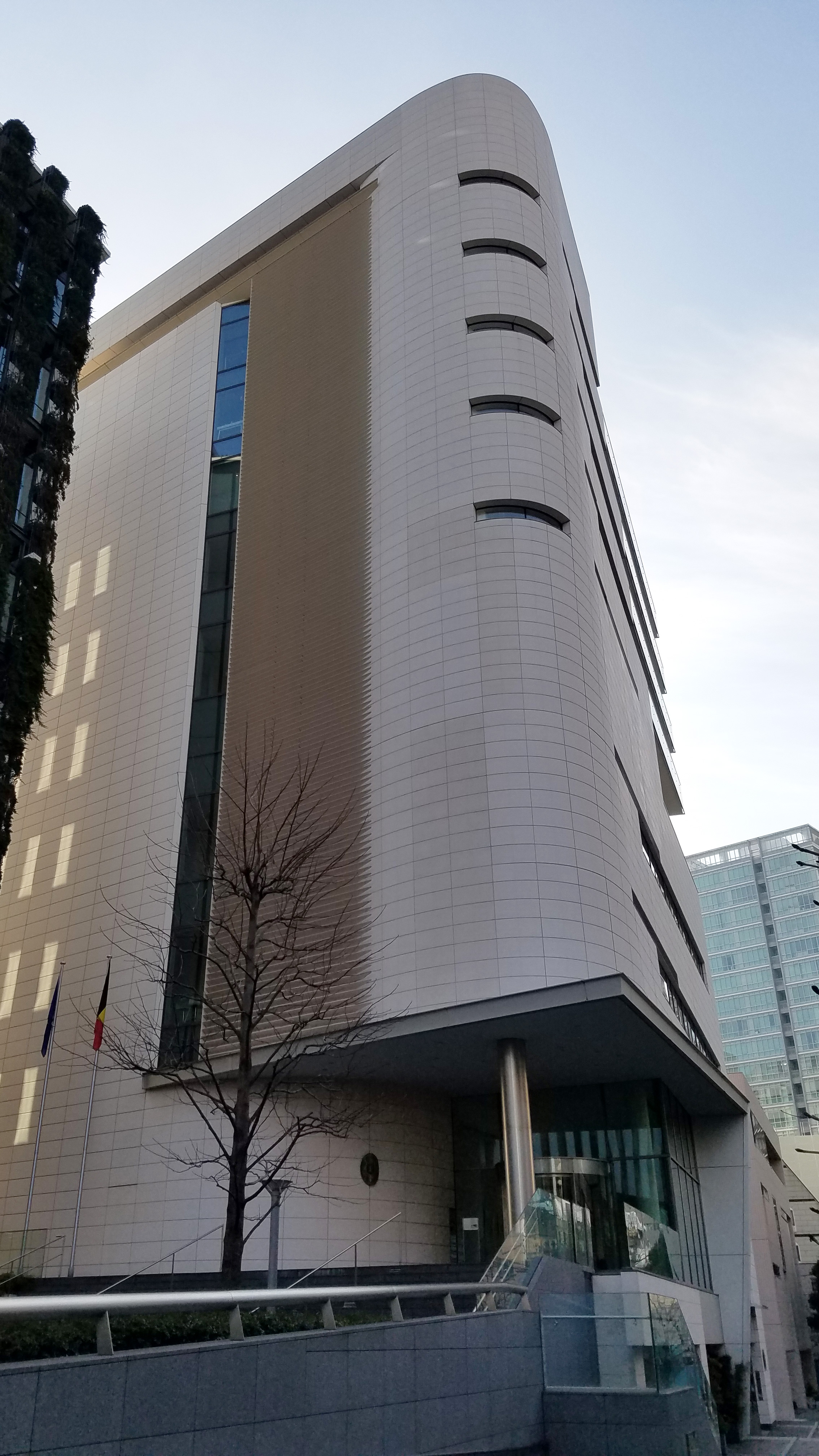
Belgische ambassade in Tokio

De Belgische ambassade in Tokio (Frans: Ambassade de Belgique au Japon; Japans: 在日ベルギー大使館) is de Belgische diplomatieke vertegenwoordiging in Japan.

## Geschiedenis
Tot november 2007 lag de ambassade in een residentiële wijk van de Japanse hoofdstad Tokio. Volgens de mythe was dit gebouw een geschenk van de Japanse keizer aan België. De oorsprong van de mythe ligt in de Kanto-aardbeving van 1923. De Belgische ambassade kwam grotendeels ongedeerd uit die zware aardbeving, maar regeringsgebouwen leden zware schade. Japan koos een nieuw terrein uit voor zijn regeringswijk, dat minder schokgevoelig was.
In die zone lag de Belgische ambassade. Japan kocht België uit, en Brussel zag wel iets in het terrein van de oude ambassade van dubbelmonarchie Oostenrijk-Hongarije. Maar Kishichirō Ōkura had daar zijn oog al op laten vallen voor de bouw van een hotel. Ōkura faciliteerde de aankoop door België van een grote villa in koloniale stijl, die ontworpen was door de bekende Britse architect Joseph Josiah Conder en die smaakvol bemeubeld was door de overleden vorige eigenaar, Katō Tomosaburō, ex-premier.
In januari 1929 nam de Belgische ambassadeur, baron Albert de Bassompierre, zijn intrek in de villa in Nibancho in het stadsdeel Chiyoda. De villa deed tegelijk dienst als ambassade en residentie. Op een vrijgemaakt aanpalend terrein kon de ambassade een consulaat bouwen, en woningen voor de andere diplomaten.
België werd daarmee een van de weinige staten, samen met het Verenigd Koninkrijk, die hun ambassade binnen de perimeter van de oudste stadswal hadden, dicht bij het keizerlijk paleis. Die locatie, plus de hulp van prominenten in de transactie, gaf allicht aanleiding tot de fabel van de keizerlijke gift.
In 1941 verbrak België zijn betrekkingen met Japan. Het jaar daarna werd zijn ambassadecomplex totaal vernield in een Amerikaans bombardement op Tokio.
Pas in 1960, na de betaling in 1955 van een oorlogsschadevergoeding aan de Belgische regering, was het nieuwe complex klaar. De architectuur van het nieuwe gebouw was veel banaler dan de vorige. Maar het complex, omgeven door een traditionele Japanse witte muur, bleef een prestigieus ensemble, met zijn residenties voor zijn diplomaten en zijn mooie tuin met zwembad.
België verkoos de ambassade te verkopen, en schreef een aanbesteding uit. De opbrengst bedroeg 400 miljoen euro. België verkocht twee derde van de grond, en behield de rest. Een consortium bouwde een acht verdiepingen hoog nieuw ambassadegebouw met residenties voor de diplomaten. Het ambassadegebouw opende in 2010 de deuren.

## Ambassadeurs
| Benoeming                                                | Naam                                      | Rang                                          |                                           |
| -------------------------------------------------------- | ----------------------------------------- | --------------------------------------------- | ----------------------------------------- |
| 21 december 1868 (benoeming) november 1870 (installatie) | Auguste t'Kint de Roodenbeke              | buitengewoon gezant en gevolmachtigd minister |                                           |
| 16 juni 1873 (benoeming) november 1873 (installatie)     | Albert de Groote                          | minister-resident                             |                                           |
| december 1879                                            | Idem                                      | buitengewoon gezant en gevolmachtigd minister |                                           |
| 28 november 1883 (benoeming) februari 1885 (installatie) | Georges Neyt                              | buitengewoon gezant en gevolmachtigd minister |                                           |
| 18 maart 1893 (benoeming) oktober 1893 (installatie)     | Albert d'Anethan                          | buitengewoon gezant en gevolmachtigd minister |                                           |
| maart 1897                                               | Emile Cartier de Marchienne               | zaakgelastigde ad interim                     |                                           |
| december 1897                                            | Albert d'Anethan                          | buitengewoon en gevolmachtigd ambassadeur     |                                           |
| december 1901                                            | G. de Man                                 | zaakgelastigde ad interim                     |                                           |
| december 1902                                            | Albert d'Anethan                          | buitengewoon gezant en gevolmachtigd minister |                                           |
| augustus 1906                                            | A. Moulaert                               | zaakgelastigde ad interim                     |                                           |
| januari 1907                                             | Charles de Royer                          | zaakgelastigde ad interim                     |                                           |
| april 1907                                               | Albert d'Anethan                          | buitengewoon gezant en gevolmachtigd minister |                                           |
| maart 1909                                               | Henry de Woelmont                         | zaakgelastigde ad interim                     |                                           |
| februari 1910                                            | Albert d'Anethan                          | buitengewoon gezant en gevolmachtigd minister |                                           |
| juli 1910                                                | Henry de Woelmont                         | zaakgelastigde ad interim                     |                                           |
| december 1910                                            | Philippe de Beaufort                      | zaakgelastigde ad interim                     |                                           |
| 5 december 1910 (benoeming) april 1911 (installatie)     | Georges della Faille de Leverghem         | buitengewoon gezant en gevolmachtigd minister |                                           |
| mei 1919                                                 | Lemaire de Warzée d'Hermalle              | zaakgelastigde ad interim                     |                                           |
| 25 december 1920 (benoeming) mei 1921 (installatie)      | Albert de Bassompierre                    | buitengewoon gezant en gevolmachtigd minister |                                           |
| 11 juni 1922 (benoeming) september 1922 (installatie)    | Idem                                      | buitengewoon en gevolmachtigd ambassadeur     |                                           |
| mei 1924                                                 | Franz Joly                                | zaakgelastigde ad interim                     |                                           |
| april 1925                                               | Albert de Bassompierre                    | buitengewoon en gevolmachtigd ambassadeur     |                                           |
| februari 1929                                            | Joseph Berryer                            | zaakgelastigde ad interim                     |                                           |
| december 1929                                            | Albert de Bassompierre                    | buitengewoon en gevolmachtigd ambassadeur     |                                           |
| december 1932                                            | Albert Barbanson                          | zaakgelastigde ad interim                     |                                           |
| november 1933                                            | Albert de Bassompierre                    | buitengewoon en gevolmachtigd ambassadeur     |                                           |
| januari 1936                                             | Maurice Iweins d'Eeckhoutte               | zaakgelastigde ad interim                     |                                           |
| oktober 1936                                             | Albert de Bassompierre                    | buitengewoon en gevolmachtigd ambassadeur     |                                           |
| 16 februari 1939                                         | Pierre Attilio Forthomme                  | zaakgelastigde ad interim                     |                                           |
| 1 november 1939                                          | Idem                                      | buitengewoon en gevolmachtigd ambassadeur     |                                           |
| 18 december 1941                                         | opschorting der diplomatieke betrekkingen | opschorting der diplomatieke betrekkingen     | opschorting der diplomatieke betrekkingen |
| 3 januari 1947                                           | Gen. Guy Daufresne de la Chevalerie       | militair vertegenwoordiger bij de SCAP        |                                           |
| 6 april 1952 (benoeming) 28 april 1952 (installatie)     | Emile Indekeu                             | zaakgelastigde ad interim                     |                                           |
| 12 november 1952                                         | Guy de Schoutheete de Tervarent           | buitengewoon en gevolmachtigd ambassadeur     |                                           |
| 26 april 1956                                            | J. van Caloen de Basseghem                | zaakgelastigde ad interim                     |                                           |
| 1 september 1956                                         | Raymond Herremans                         | buitengewoon en gevolmachtigd ambassadeur     |                                           |
| 16 juli 1959                                             | E. Fontaine                               | zaakgelastigde ad interim                     |                                           |
| 12 oktober 1959                                          | E. Du Bois                                | buitengewoon en gevolmachtigd ambassadeur     |                                           |
| 30 december 1962                                         | Albert Hupperts                           | buitengewoon en gevolmachtigd ambassadeur     |                                           |
| 14 december 1968                                         | Frédégand Cogels                          | buitengewoon en gevolmachtigd ambassadeur     |                                           |
| 15 mei 1972                                              | Albert Hupperts                           | buitengewoon en gevolmachtigd ambassadeur     |                                           |
| 4 augustus 1974                                          | R. Dooreman                               | buitengewoon en gevolmachtigd ambassadeur     |                                           |
| 17 januari 1978                                          | Herman Dehennin                           | buitengewoon en gevolmachtigd ambassadeur     |                                           |
| 26 november 1981                                         | J. Verwilghen                             | buitengewoon en gevolmachtigd ambassadeur     |                                           |
| 19 september 1985                                        | Marcel Depasse                            | buitengewoon en gevolmachtigd ambassadeur     |                                           |
| 11 oktober 1988                                          | Patrick Nothomb                           | buitengewoon en gevolmachtigd ambassadeur     |                                           |
| 19 november 1997                                         | Gustavus (Gustaaf) Dierckx                | buitengewoon en gevolmachtigd ambassadeur     |                                           |
| 7 oktober 2002                                           | Jean-François Branders                    | buitengewoon en gevolmachtigd ambassadeur     |                                           |
| 15 november 2006                                         | Johan Maricou                             | buitengewoon en gevolmachtigd ambassadeur     |                                           |
| 2 november 2010                                          | Luc Liebaut                               | buitengewoon en gevolmachtigd ambassadeur     |                                           |
| 2 november 2015                                          | Gunther Sleeuwagen                        | buitengewoon en gevolmachtigd ambassadeur     |                                           |
| 9 augustus 2019                                          | Roxane de Bilderling                      | buitengewoon en gevolmachtigd ambassadeur     |                                           |
| 19 oktober 2023                                          | Antoine Evrard                            | buitengewoon en gevolmachtigd ambassadeur     |                                           |